# Juzjno-Kurilsk

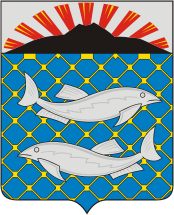
Stadens vapen.

Juzjno-Kurilsk (ryska Южно-Курильск) är den största staden på Kurilerna, som är en ögrupp i Sachalin oblast i Ryssland. Folkmängden uppgick till 7 196 invånare i början av 2015.